# Hadith al-Thaqalayn

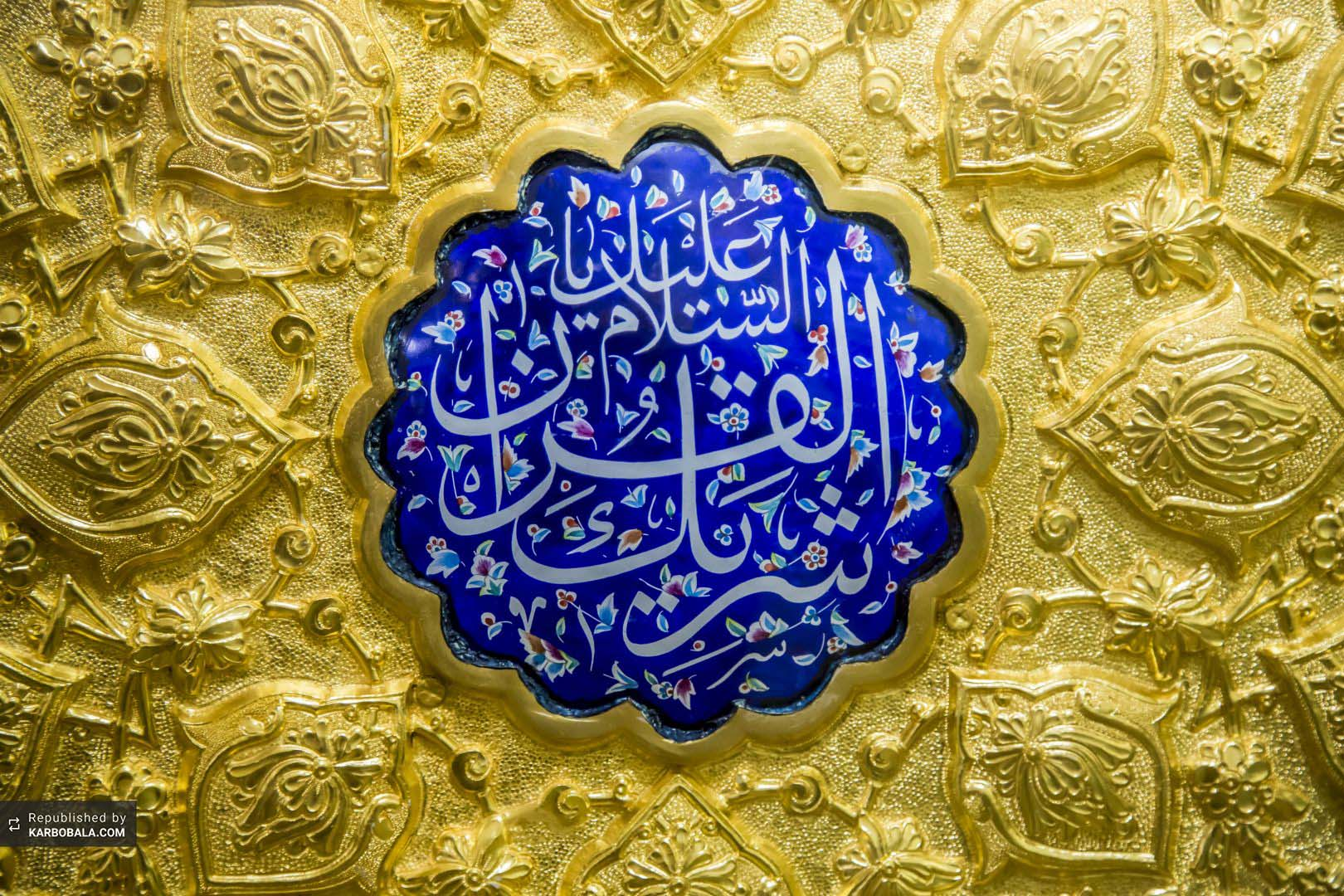
På arabiska står det "Å Koranens kompanjon, frid vare med dig", som skrivits på en dörr i Husayn ibn Alis helgedom.

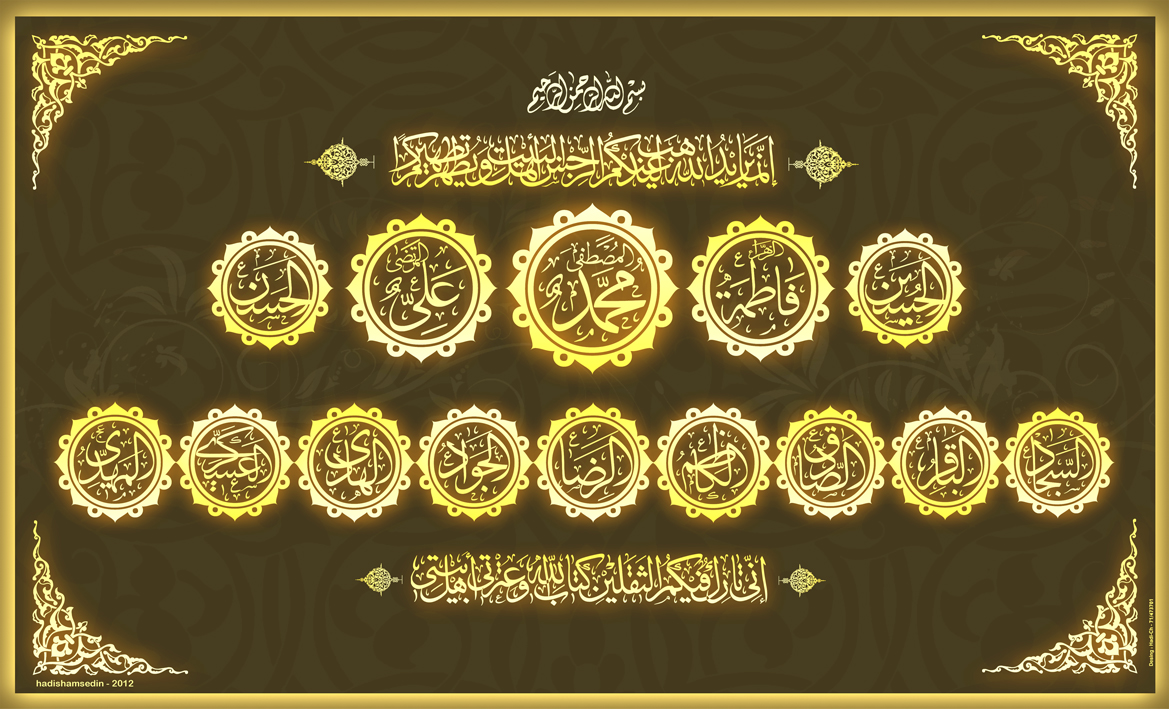
Basmala, Reningsversen, Muhammeds och Fatimas namn, de tolv shiaimamernas namn och en del av Hadith al-Thaqalayn på arabiska.

Hadith al-Thaqalayn, även känd som Hadithen om de två viktiga sakerna, avser ett uttalande (hadith) från islams profet Muhammed. Enligt profeten Muhammeds hadith har Koranen och Ahl al-Bayt ("husets folk", Muhammeds familj) beskrivits som de två viktiga sakerna. I hadithens kontext refererar Muhammeds familj till Imam Ali bin Abi Talib, Fatima bint Muhammed (Muhammeds dotter), och deras barn och ättlingar. Denna hadith är accepterad av både shia- och sunniislam.

## Hadithen
I Jami' at-Tirmidhi står det att Guds sändebud sa att han lämnar efter sig någonting som gör att man inte kommer att gå vilse ifall man håller fast vid det. En av dem är större än den andra; Guds Bok är ett rep som sträckts ut från himlen till jorden, och hans familj - hans hushåll - och de kommer aldrig att separeras fram tills att de möter honom vid poolen (på domedagen). Därmed ska man se hur man beter sig mot dem efter honom.

## Auktoritet
Hadith al-Thaqalayn, liksom de mest etablerade haditherna, klassificeras som mutawatir (ordagrant: frekvent; återberättad så pass mycket att den måste vara sann) i islam och dess autenticitet bekräftas av flertalet förmedlingskedjor bland shia- och sunnimuslimer. Enligt ayatolla Jafar Sobhani pekar hadithen på Ahl al-Bayts och Koranens auktoritativa kunskap och övertygar muslimerna om att tro på båda två tillsammans. Trots skillnader gällande dess historiska tolkning kan Hadith al-Thaqalayn förbättra enigheten i den muslimska världen.
Denna hadith har bland annat återberättats i böckerna Sahih Muslim, Riyad as-Salihin och Jami` at-Tirmidhi och graderats som autentisk.

## Betydelse i sunniislam
Vissa sunnitiska versioner av Hadith al-Thaqalayn ersätter ahl al-bayt med sunna, det vill säga Muhammeds sedvänjor. Denna förändring är antingen avsedd att utmana de shiitiska slutsatserna av hadithen, eller, om den är autentisk, kan den antyda att Muhammeds Ahl al-bayt är en källa till hans sunna. Muhammed ses verkligen som den "levande Koranen", förkroppsligandet av Guds vilja i sitt beteende och ord. Både sunnimuslimer och shiamuslimer upprätthåller Koranen och Muhammeds sunna, även om shia utvidgar sunnan till att även omfatta sina imamers traditioner och seder.

## Betydelse i tolv-shiitisk islam

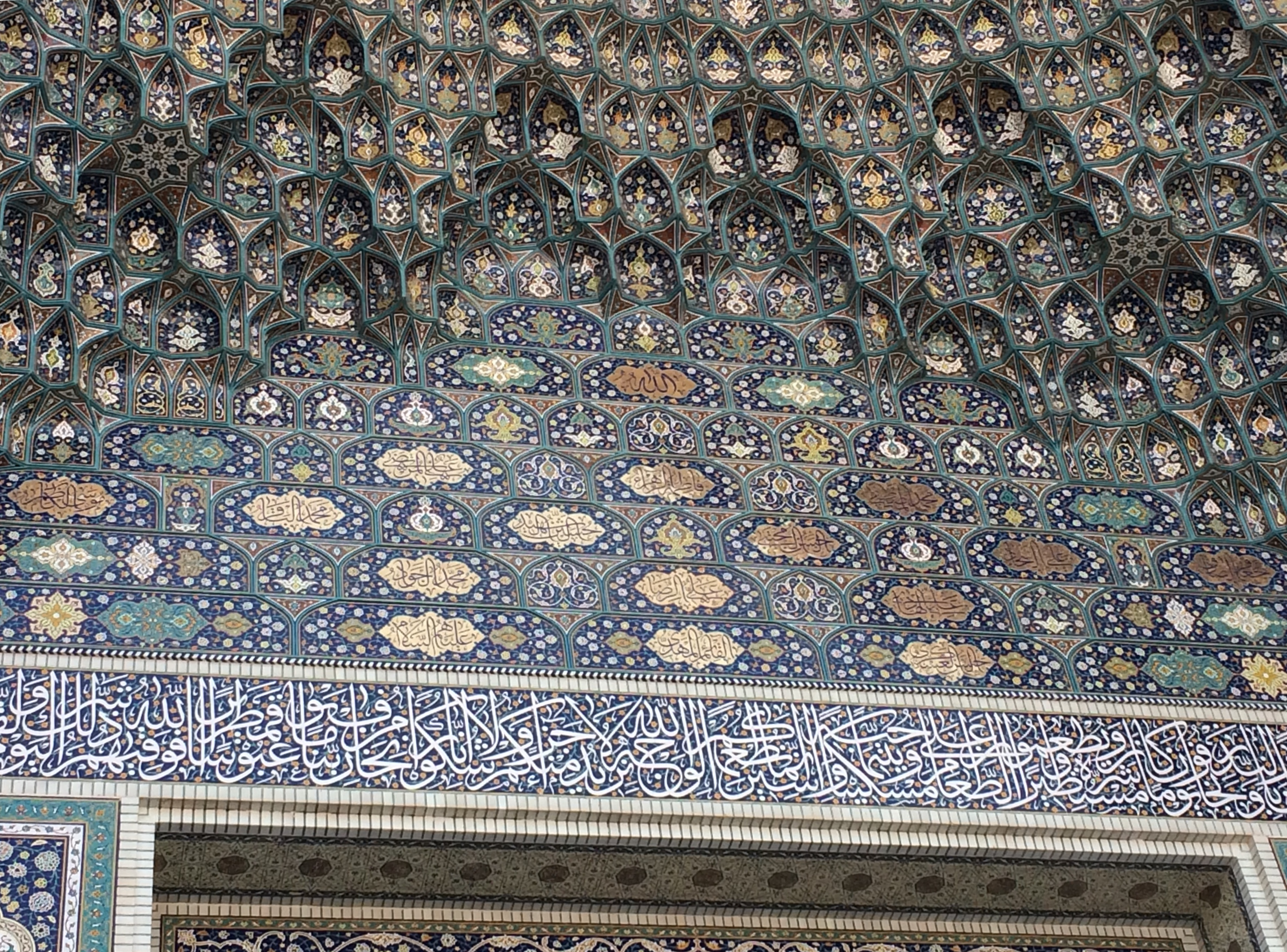
Muhammeds, hans dotter Fatimas och de tolv imamernas namn inskrivna på ett tegelverk i helgedomen för Imam Reza, den åttonde av de tolv imamerna, i Mashhad, Iran.

I tolv-shiitisk islam etablerar Hadith al-Thaqalayn en parallell mellan Koranen och Muhammeds familj, vilket antyder att de två fungerar som de enda källorna till gudomlig vägledning efter Muhammed. Hadithen beskriver också implicit (vissa) ättlingar till Muhammed som de sanna tolkarna av Koranen, och dessa ättlingar ses som de levande förkroppsligandena av Koranen i tolv-shiitisk islam. Som gudomliga vägledare måste dessa ättlingar också vara felfria så att de inte leder sina anhängare vilse. Hadithen antyder också att jorden aldrig är utan en ättling till Muhammed, en felfri imam, som tjänar som mänsklighetens gudomliga vägledare under sin tid. Dessa är de tolv shiaimamerna i tolv-shiitisk islam. Den siste av dessa imamer, Muhammad al-Mahdi, tros mirakulöst förbli i fördoldhet sedan år 874 och förväntas återvända vid tidens ände för att eliminera orättvisor och ondska. Utöver imamiterna är tron på den eskatologiska Mahdi fortfarande populär bland alla muslimer, möjligen på grund av många traditioner om detta i kanoniska sunni- och shiakällor.

### Källhänvisningar
1. ↑  ”Part 8: Hadith Thaqalayn (Tradition of the Two weighty things) and similar Traditions” (på engelska). Al-Islam.org. 1 december 2013. https://www.al-islam.org/hayat-al-qulub-vol3-allamah-muhammad-baqir-al-majlisi/part-8-hadith-thaqalayn-tradition-two-weighty. Läst 3 april 2019.
2. ↑  ”Chapter 4: The Thaqalayn - the two weighty items”. al-islam.org. https://www.al-islam.org/god-and-god-science-syed-hasan-raza-jafri/chapter-4-thaqalayn-two-weighty-items. Läst 11 januari 2024.
3. 1 2  ”Hadith - Chapters on Virtues - Jami` at-Tirmidhi - Sunnah.com - Sayings and Teachings of Prophet Muhammad (صلى الله عليه و سلم)”. sunnah.com. https://sunnah.com/urn/736710. Läst 15 april 2019.
4. ↑  ”Chapter 4: The Hadith” (på engelska). Al-Islam.org. 28 juni 2016. https://www.al-islam.org/quran-and-hadith-allamah-sayyid-saeed-akhtar-rizvi/chapter-4-hadith. Läst 15 april 2019.
5. ↑  al-Tabataba'i, Muhammad H. Shi'ite Islam. SUNY Press. p. 180. ISBN 978-0873953900.
6. ↑  Ayatollah Sobhani, Ja'far. The Doctrines of Shi'ism: A Compendium of Imami Beliefs and Practices. I.B.Tauris. p. 103. ISBN 978-1860647802.
7. ↑  ”Hadith - The Book of the Merits of the Companions - Sahih Muslim - Sunnah.com - Sayings and Teachings of Prophet Muhammad (صلى الله عليه و سلم)”. sunnah.com. https://sunnah.com/muslim/44/55. Läst 15 april 2019.
8. ↑  ”Hadith - The Book of the Merits of the Companions - Sahih Muslim - Sunnah.com - Sayings and Teachings of Prophet Muhammad (صلى الله عليه و سلم)”. sunnah.com. https://sunnah.com/muslim/44/58. Läst 15 april 2019.
9. ↑  ”Hadith - The Book of Good Manners - Riyad as-Salihin - Sunnah.com - Sayings and Teachings of Prophet Muhammad (صلى الله عليه و سلم)”. sunnah.com. https://sunnah.com/riyadussaliheen/2/32. Läst 15 april 2019.
10. ↑  Goldziher, Arendonk & Tritton 2012.
11. ↑  Brunner 2014.
12. 1 2 3 4  Haider 2014, sid. 36.
13. ↑  Shomali 2003, sid. 54 – 55.
14. ↑  Esposito 2010, sid. 43.
15. ↑  Ahmad 2010, sid. 59.
16. 1 2 3  Tabatabai 1975, sid. 156.
17. ↑  Bar-Asher.
18. 1 2  Madelung 2012.